# 岡野博行
岡野 博行（おかの ひろゆき、1962年11月27日 - ）はクラシックプロデューサー。

## 来歴
東京都出身。東京都立青山高等学校を経て、1986年慶應義塾大学文学部哲学科卒業。大学卒業後、日本IBMでシステムエンジニアを経験した後、1991年7月に日本コロムビアに入社。
日本のクラシック界を代表する音楽プロデューサー。日本コロムビアでJクラシックを立ち上げ、これまで、クラシックでは、大江光、田部京子、福田進一、加藤知子、竹松舞、高木綾子、高嶋ちさ子、加羽沢美濃、本田美奈子、佐村河内守、安倍なつみ、反田恭平、宮田大、アンドレア・バッティストーニ、原田慶太楼、ジャズでは矢野沙織、大我、それ以外のジャンルではDiVa、佐々木秀実、藤原道山、KOBUDO -古武道-、LEOなどを担当し、プロデュースしている。
代表作は、ノーベル賞作家大江健三郎の息子大江光を世に出した『大江光の音楽』、本田美奈子をクラシックの世界に導いた『AVE MARIA』『アメイジング・グレイス』、現在報道ステーションの初代テーマ曲を担当したジャズサックス奏者矢野沙織を見出しデビューさせた『YANO SAORI』、佐村河内守（新垣隆）の交響曲第1番「HIROSHIMA」、反田恭平とバッティストーニによる、ラフマニノフ：ピアノ協奏曲第2番など。

## 受賞歴
- 1992年、「大江光の音楽」をプロデュース。日本ゴールドディスク大賞 をクラシック部門で受賞。
- 1994年、「大江光ふたたび」で、同じく日本ゴールドディスク大賞、また第36回日本レコード大賞企画賞を受賞
- 1996年、小泉浩「現代日本フルート音楽の諸相」で、レコード・アカデミー賞を受賞。
- 1999年、幸田聡子「美空ひばり・オン・バイオリン」で、第41回日本レコード大賞企画賞を受賞。
- 2005年、本田美奈子.「アメイジング・グレイス」で日本ゴールドディスク大賞をクラシック部門で受賞。
- 2007年、矢野沙織「矢野沙織BEST～ジャズ回帰」で日本ゴールドディスク大賞をジャズ部門で受賞[1]。
- 2014年、安倍なつみ「光へ - classical & crossover -」で第56回日本レコード大賞企画賞を受賞[1]。

## 活動
コロムビアで、クラシックを中心にプロデュース活動を展開。DENONレーベルで、海外録音も手がけるが、1996年には、日本人アーティストのクロスオーバー路線であるJクラシックを立ち上げる。2003年にはジャズにも進出。